# Markus Fuchs (Leichtathlet, 1995)
Markus Fuchs (* 14. November 1995 in Wien) ist ein österreichischer Leichtathlet, der sich auf den Sprint spezialisiert hat. Er ist in 10,08 s österreichischer Rekordhalter über die 100-Meter-Distanz. Fuchs startet seit 2022 für die UNION St. Pölten, zuvor war er für den ULC Riverside Mödling aktiv.

## Sportliche Laufbahn
Erste internationale Erfahrungen sammelte Markus Fuchs beim Europäischen Olympischen Jugendfestival (EYOF) 2011 in Trabzon, bei dem er im 100-Meter-Lauf mit 11,27 s in der ersten Runde ausschied. 2015 startete er im 60-Meter-Lauf bei den Halleneuropameisterschaften in Prag, kam aber auch dort mit 6,85 s nicht über den Vorlauf hinaus. Im Juni wurde er bei der 3. Liga der Team-Europameisterschaft, die im Zuge der Europaspiele in Baku ausgetragen wurde, in 10,74 s Dritter über 100 Meter und erreichte mit der österreichischen 4-mal-100-Meter-Staffel in 40,36 s Rang zwei. Zudem sicherte er sich die Goldmedaille in der Gesamtwertung. Anschließend schied er dann bei den U23-Europameisterschaften in Tallinn mit 10,96 s bzw. 21,99 s jeweils in der ersten Runde über 100 und 200 Meter aus. 2016 scheiterte er bei den Europameisterschaften in Amsterdam mit 10,56 s in der Vorrunde aus und auch bei den Halleneuropameisterschaften 2017 in Belgrad scheiterte er mit 6,84 s im Vorlauf über 60 Meter. Mitte Juli erreichte er bei den U23-Europameisterschaften in Bydgoszcz das Halbfinale über 100 Meter, in dem er mit 10,59 s ausschied, während er im 200-Meter-Lauf in der ersten Runde disqualifiziert wurde. Anschließend nahm er erstmals an der Sommer-Universiade in Taipeh teil und schied dort über 100 Meter mit 10,64 s im Viertelfinale aus und kam über 200 Meter mit 21,79 s nicht über den Vorlauf hinaus. 2018 schied er dann bei den Europameisterschaften in Berlin mit 10,57 s bzw. 21,29 s jeweils in der ersten Runde über 100 und 200 Meter aus.

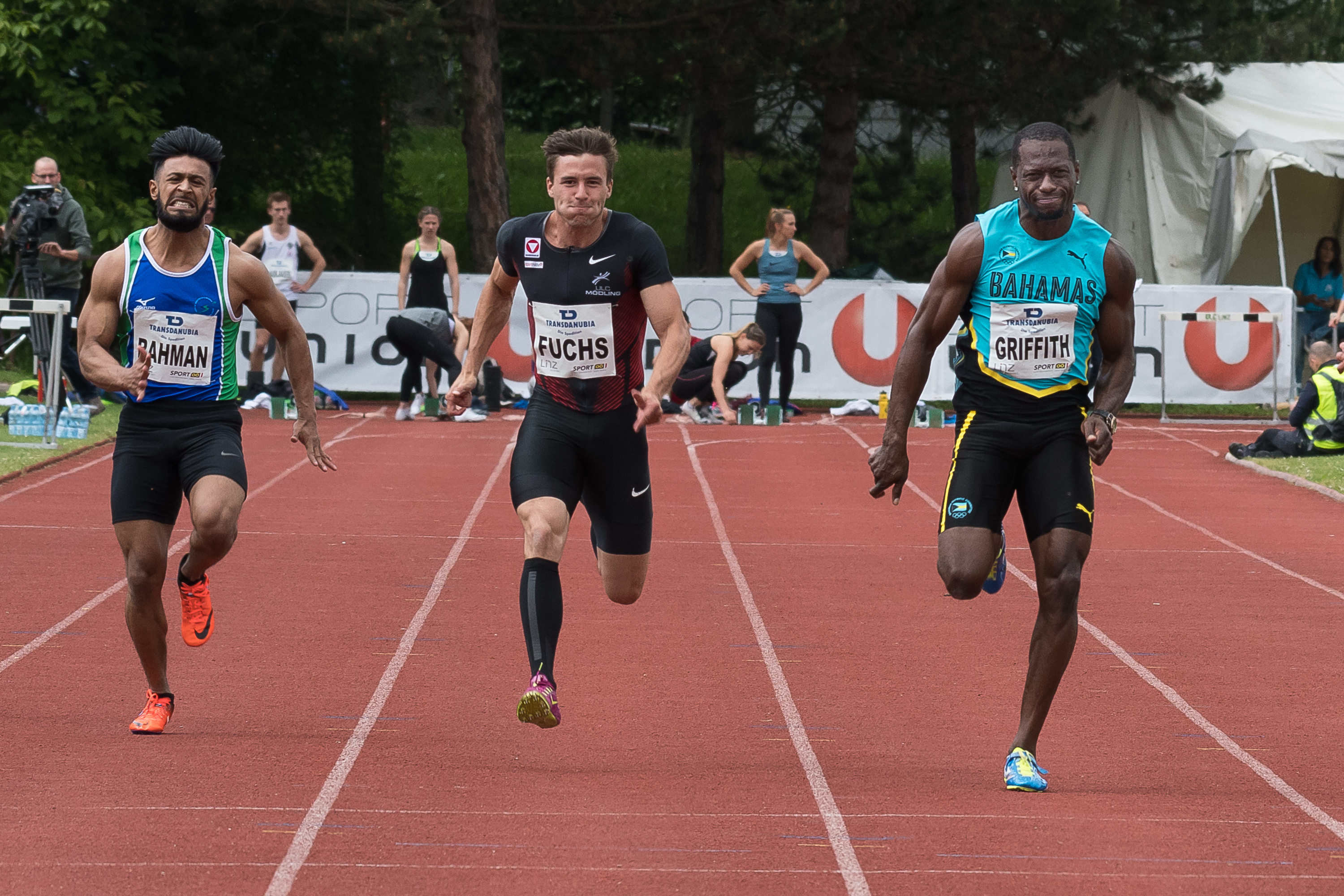
Markus Fuchs in Bildmitte (Linz, 2017)

2019 erreichte er bei den Halleneuropameisterschaften in Glasgow das Halbfinale über 60 Meter und schied dort mit 6,71 s aus. Anschließend startete er erneut bei den Studentenweltspielen in Neapel und gelangte dort über 100 und 200 Meter bis ins Halbfinale, in dem er mit 10,53 s bzw. 21,37 s ausschied. Im Jahr darauf belegte er bei den Balkan-Hallenmeisterschaften in Istanbul in 6,76 s den vierten Platz über 60 Meter und 2021 schied er bei den Halleneuropameisterschaften in Toruń mit 6,77 s in der Vorrunde aus. 2022 gewann er dann bei den Balkan-Hallenmeisterschaften in Istanbul in 6,68 s die Bronzemedaille über 60 Meter hinter dem Türken Kayhan Özer und Aleksa Kijanović aus Serbien. Bei den Hallenweltmeisterschaften in Belgrad belegte er nach 6,68 s im Vorlauf den 29. Rang über die 60 Meter. Im Juli egalisierte er den seit 1998 bestehenden österreichischen Rekord im 100-Meter-Lauf von Andreas Berger von 10,15 s. Im August schied er bei den Europameisterschaften in München mit 10,46 s im Semifinale über 100 Meter aus. 2023 erreichte er bei den Halleneuropameisterschaften in Istanbul das Finale über 60 Meter und belegte dort in 6,59 s den siebten Platz. Im Juni wurde er bei der 3. Liga der Team-Europameisterschaft im Rahmen der Europaspiele in Chorzów in 10,36 s Erster über 100 Meter und wurde über 200 Meter in 20,99 s Dritter. Zuvor verbesserte er beim Liese-Prokop-Memorial im Sportzentrum Niederösterreich den österreichischen Rekord über 100 Meter auf 10,08 s und ist seither alleiniger Rekordhalter seines Landes. Im Juli siegte er in 10,40 s bei den Balkan-Meisterschaften in Kraljevo, ehe er bei den Weltmeisterschaften in Budapest im August mit 10,43 s im Vorlauf ausschied. Im Jahr darauf erreichte er bei den Hallenweltmeisterschaften in Glasgow das Halbfinale über 60 Meter und schied dort mit neuer Bestleistung von 6,58 s aus. Ende Mai entschied er den ersten Vorlauf über 100 Meter bei den Balkan-Meisterschaften in Izmir für sich, ging dann im Finale aber nicht mehr an den Start. Bei den Freilufteuropameisterschaften in Rom belegte Fuchs mit 10,29 s den 13. Rang und schied damit im Halbfinale aus. Im August nahm er an den Olympischen Sommerspielen in Paris teil und schied dort mit 10,59 s im Vorlauf aus.
2025 startete er verletzungsbedingt erst später als üblich in die Saison und wurde bei der 2. Liga der Team-Europameisterschaft in Maribor in 10,59 s Dritter im B-Lauf über 100 Meter und gelangte mit der 4-mal-100-Meter-Staffel mit 39,68 s ebenballs auf Rang drei im B-Lauf. Anschließend verpasste er bei den Balkan-Meisterschaften in Volos mit 10,89 s den Finaleinzug über 100 Meter.
In den Jahren von 2015 bis 2023 wurde Fuchs österreichischer Staatsmeister im 100-Meter-Lauf sowie 2016 und 2017 und 2019 und 2022 auch über 200 Meter. Zudem wurde er 2015 und von 2017 bis 2024 Hallenmeister im 60-Meter-Lauf sowie von 2018 bis 2021 auch über 200 Meter. Zudem wurde er 2018 und 2020 Hallenmeister in der 4-mal-200-Meter-Staffel.

## Persönliche Bestleistungen
- 100 Meter: 10,08 s (+1,2 m/s), 8. Juni 2023 in St. Pölten (österreichischer Rekord)
  - 60 Meter (Halle): 6,58 s, 1. März 2024 in Glasgow
- 200 Meter: 20,84 s (−1,0 m/s), 26. Mai 2018 in Weinheim
  - 200 Meter (Halle): 21,45 s, 16. Februar 2019 in Wien